# Sestil
El Sestil es una montaña de la sierra de Híjar entre el Cueto Mañín y peña Astía, dividido entre Cantabria y Castilla y León (España). Constituye el nudo orográfico o vértice entre la alineación Tres Mares - Sestil y Valdecebollas - Sestil. La segunda de estas alineaciones  es el contrafuerte más meridional de la sierra de Híjar. 
En el ángulo Valdecebollas - Sestil - Cuetomañín se encuentra el circo glaciar de Covarrés y Sel de la Fuente, con el complejo kárstico que da origen al Pisuerga. El Sel de la Fuente es una de las majadas más apreciadas para el pastoreo de esta sierra.
En el E del entronque de Valdecebollas, sobre la localidad de Brañosera hay cuencas glaciares que son el origen del río Rubagón, que vierte sus aguas en  el río Camesa, importante afluente del Pisuerga. El acceso más habitual es a través de El Golobar.
En la vertiente N del Sestil, entre frondosos bosques de hayas, robles y abedules, se encuentran las pequeñas cuencas glaciares del Hoyo, Aviones, Gulatrapa y Cuencapepe, tributarias del Híjar.